# Parvoleon minimus
Parvoleon minimus är en insektsart som beskrevs av Tim R. New 1985. Parvoleon minimus ingår i släktet Parvoleon och familjen myrlejonsländor. Inga underarter finns listade i Catalogue of Life.